# Andreas Haukland
Andreas Elias Haukland, född 10 oktober 1873, död 9 oktober 1933, var en norsk författare.
Haukland tog i sina starkt lyriskt betonade skildringar av primitiv naturkänsla och primitiv erotik starka intryck av Knut Hamsun. Bland hans verk märks Ol-Jørgen (1902-05), De store skoger (1905), Havet (1906), Nybyggerhistorier (1907) och Eli Svartvatnet (1909). Senare arbetade han ofta med motiv ur norsk samtid, såsom Gunnar Rabens ægteskab (1908), Gunnars lycke (1910), Ormungerne (1912) och Til Rom (1915). Haukland skrev från 1923 några historiska romaner med motiv från Norges forntid.